# Tieri
Tieri – miasto w Australii, w stanie Queensland.